# Trepča

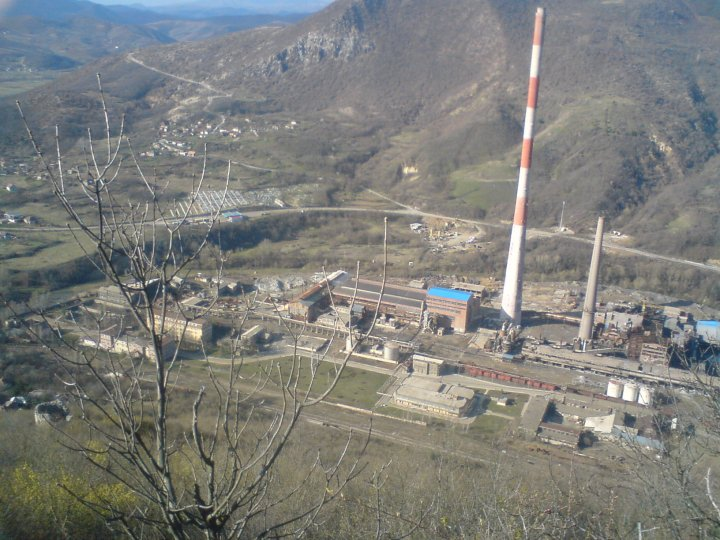
Vista de la mina Trepča desde la fortaleza de Zvečan en marzo de 2010.

Las minas de Trepča (serbio, Рудници Трепча / Rudnici Trepča, albanés Miniera e Trepçës) fueron un enorme complejo industrial en Kosovo, ubicado en el municipio de Kosovska Mitrovica. Es la mina de plomo, zinc y plata más grande de Europa.
Llegó a tener 23.000 empleados. Fue en el pasado una de las mayores compañías de la Yugoslavia socialista. En los años treinta, una compañía británica obtuvo los derechos para explotar la mina de Stari Trg cerca de Mitrovica. Después de la Segunda Guerra Mundial, bajo el gobierno socialista, la compañía se expandió notablemente. La edad de oro fue una en la que el empleo, directo e indirecto, se expandió ampliamente y obtuvieron unas rentas altas para el nivel local. 